# Bradányi Iván
Bradányi Iván (Budapest, 1930. április 11. – Budapest, 2022. május 1.) többszörös EMeRTon-díjas magyar dalszövegíró, műfordító, író.

## Életpályája
Első dalai 1949-ben jelentek meg. 1960–1972 között Londonban és Barcelonában élt. 1972-ben tért vissza Magyarországra. 1973-tól a Magyar Rádió külső munkatársa. 1976–1990 között a Rádió könnyűzenei műsorértékelője volt. 1994-ben ő volt a magyar zsűri pontjainak ismertetője az Eurovíziós Dalfesztiválon. 1995 után a Reader's Digest külső munkatársa. 1996–2004 között a Szekigráf Kiadó művészeti igazgatója volt. 1996-ban a Masterfilm Digital Kft. munkatársa, 2008-ban a Magyar Katolikus Rádió műsorvezetője lett.
Disney-filmeket is fordított.

## Díjai
- eMeRTon-díj (1988, 2004)
- Huszka Jenő-díj (2000)
- Magyar Rádió Életműdíj (2005)
- Artisjus Életmű-díj (2011)
- Újbuda díszpolgára (2015)[2]

## Színházi munkái

### Íróként
- Esti pesti műsor (1975)
- Őfelsége, a nő (1975)
- Fiatalabbak is elkezdhetik… (1976)
- Együtt, ameddig bírjuk (1983)
- Vidám válás (1990)
- Cyrano (2001, 2004)
- Kék angyal (2010)

### Fordítóként
- Ének az esőben (1985)
- Edith és Marlene (1986)
- Musical Musical (1986)
- Mennyből a telefon (1987)
- Me and my girl (1988)
- Zorba (1988, 2005)
- Mayflower (1993)
- Párizs ege alatt (1999)
- Kabaré (2002)
- Sajnálom, Mr. tegnap! (Pikáns négyes) (2003)
- Slágerkoktél (2005)
- Marlene (2009)

### Dalszövegíróként
A szerzői adatbázisban 198 bejegyzése található. IPI névazonosítója 00004002365
Kovács Kati dalai között:
- Egy nyáron át (1974)
- Hogyha elhagysz (1976)
- Indián nyár (1977)
- Komédiások hajója (1980)
- Meghódítjuk Amerikát! (1986)
- Gershwin-rapszódia (1987)
- Vidám válás (1990)
- A kölyök (1992, 1995, 2000, 2002, 2004, 2008, 2011)
- Szerelmesnek áll a … világ! (2004)
- Egyéjszakás kaland (2004)
- Kölcsönkért kastély (2006)
- Osztrigás Mici (2008)
- A guru (2010)
- Kék angyal (2010)

### Szerzőtársai
(zeneszerzők)
- Szentirmai Ákos
- Túri Lajos
- Varannai István
- Makrai Pál
- Nádas Gábor
- Munkácsi Sándor
- Király Tamás
- Nagy Tibor Béla
- Szekeres Géza
- Dobsa Sándor
- Hatvani Emese
- Knisch Gábor
- Csermely Zsuzsa
- Deák Tamás
- Holzhauser Ferenc
- Hajdú Júlia
- Majláth Júlia
- Surányi Géza
- Payer András
- Szabó Sándor
- Diószegi Sándor
- Horváth Attila
- Victor Máté
- Blum József
- Légrádi Antal
- Csuka Mónika
- Bágya András
- Rakonczay Ervin
- Schöck Ottó
- Orbán Tamás
- Molnár József
- Szigeti Csaba
- Bakos Géza
- Jórend Tibor
- Pelles Péter Pál
- S Gábor Pál
- Romwalter Sándor
- Máté Péter
- Herrer Pál (idősb.)
- Bolba Tamás
- Fáy András Attila
- Mario Panzeri
- Daniele Pace
- Stan Jones
- Apul S. Raimonds
- Karel Svoboda
- Frank Schoebel
- Wolf Péter
- Bruce Carleton Fisher
- Bicskey Dániel
- Ullmann Ottó (ifj.)
- Camille Charles Saint Saens
- Gerardo Martinez Matos

## Művei
- Bombasiker '85! Slágeralbum. Editio Musica. Zeneműkiadó. 44 oldal. 1985
- Bombasiker '90! Slágeralbum. Editio Musica. Zeneműkiadó. 44 oldal. 1990
- Barbra Streisand; EMB, Budapest, 1990
- A kék szemű gengszter. Frank Sinatra életrajza; Artemis, Bp., 1991
- Grace Kelly. Egy hercegnő három élete; Artemis, Bp., 1991 (Világsztárok életrajza)
- Richard és Elizabeth. Richard Burton és Elizabeth Taylor élete; Tristan, Bp., 1992 (Világsztárok életrajza)
- Paul Newman; Bambi, Bp., 1993
- Római vakáció. Audrey Hepburn élete; Bambi, Bp., 1993
- Klakkban, frakkban. Fred Astaire életrajza; Bambi, Bp., 1993
- Robin Hood magánélete. Az Errol Flynn sztori; Bambi, Bp., 1993
- James Dean; Alfa Studió, Bp., 1994
- Robert Redford; Zöld Lomb, Bp., 1994
- Callas és Onassis. Párbeszéd négy felvonásban; Kovásznai, Bp., 1996
- Kék rapszódia. Georges Gershwin élete; Kovásznai, Bp., 1997 (Nagy amerikai zeneszerzők)
- Szentimentál Johnny. Doris Day dalai; Szeki Graf, Bp., 1998 (Világsztárok életrajza)
- Depardieu; Szeki Graf, Bp., 1999
- Edith Piaf; Szekipress, Bp., 2000
- Ketten az úton. Záray–Vámosi és a magyar könnyűzene csillagai; Solo Music Budapest Zeneműkiadó, Bp., 2003
- Álmos folyó. Jerome Kern élete; Solo Music Budapest Zeneműkiadó, Bp., 2003
- Dolce vita. Federico Fellini nem is olyan édes élete; Solo Music Budapest Zeneműkiadó, Bp., 2003
- Lidércnyomás luxuskivitelben. Marilyn Monroe és Truman Capote; Solo Music Budapest Zeneműkiadó, Bp., 2002
- Fehér karácsony. Irving Berlin élete; Regun Press, Üllő, 2004
- Délvég utca; Regun Press, Üllő, 2004 (regény)
- Picasso; Regun Press, Üllő, 2004
- A szivárvány másik oldala. Judy Garland élete; Regun Press, Üllő, 2004
- Sláger!!!; Regun Press, Üllő, 2005
- Ismerlek, szép baszk. Cole Porter élete; Regun Press, Üllő, 2005
- Édes kis Valentine. Richard Rodgers élete; Regun Press, Üllő, 2005
- A kék angyal. Marlene Dietrich élete; Regun Press, Üllő, 2005
- A hullámok hercegnője. Barbra Streisand élete; Regun Press, Üllő, 2006
- Bűz és bűnhődés. Novellák és versek; Regun Press, Üllő, 2006
- Péter és Pál, a kettéhasadt lélek; Regun Press, Üllő, 2007 (regény)
- Ilyen vagyok, ilyennek születtem. Versek; Barnaföldi Archívum, Bp., 2015
- Mindenkinek van egy csillaga. Versek; Barnaföldi G. Archívum, Bp., 2015
- Szivárványt főzök télire. Versek; Barnaföldi Archívum, Bp., 2015
- Hajnali köd. Versek; Barnaföldi G. Archívum, Bp., 2016
- Minden napnak van egy olyan perce. Versek; Barnaföldi Archívum, Bp., 2016
- Szomorú szeretők szonettjei. Versek; Barnaföldi Archívum, Bp., 2016
- Karjaim közt ringatom a csendet. Versek; Barnaföldi G. Archívum, Bp., 2016
- Ünnepnapok örököse vagyok. Versek; Barnaföldi G. Archívum, Bp., 2017
- Vacsorára vendégeket várok. Versek; Barnaföldi G. Archívum, Bp., 2017
- Verseimben megmutatom magam. Versek; Barnaföldi G. Archívum, Bp., 2017
- Szitakötők röpködnek a szélben. Versek; Barnaföldi G. Archívum, Bp., 2017
- Állítólag társaslények vagyunk. Versek; Barnaföldi G. Archívum, Bp., 2018
- Régi költők megtalálnak engem. Versek; Barnaföldi G. Archívum, Bp., 2018
- Sapkám van már süvegem még nincsen. Versek; Barnaföldi G. Archívum, Bp., 2018
- Asztalok a gesztenyefák alatt. Versek; Barnaföldi G. Archívum, Bp., 2018
- Az éremnek a másik oldala. Versek; Barnaföldi G. Archívum, Bp., 2019
- Emberbarát emberekre várok. Versek; Barnaföldi G. Archívum, Bp., 2019
- Hontalan hétfők. Önéletrajz; Barnaföldi G. Archívum, Bp., 2019
- Szomorúfűz lógatja a lombját. Versek; Barnaföldi G. Archívum, Bp., 2019
- Az eső eláll, mosolyog a járda. Versek; Barnaföldi G. Archívum, Bp., 2019.
- Ha lámpát oltok vége van a napnak. Versek; Barnaföldi G. Archívum, Bp., 2019
- Öregkorom szeptemberét élem. Versek; Barnaföldi G. Archívum, Bp., 2020
- Viaszgyertyák pislognak a polcon. Versek; Barnaföldi G. Archívum, Bp., 2020
- Körülöttem megtörténhet minden. Versek; Barnaföldi G. Archívum, Bp., 2020.
- Húszévesen dallal, diadallal. Versek; Barnaföldi G. Archívum, Bp., 2020
- A lehetetlent nem ismertem soha. Versek; Barnaföldi G. Archívum, Bp., 2021
- Decemberben nyílik ki a szívem. Versek; Barnaföldi G. Archívum, Bp., 2021
- Öregkorom nem tepert le engem. Versek; Barnaföldi G. Archívum, Bp., 2021
- Utószó és utólagos percek. Versek; Barnaföldi G. Archívum, Bp., 2021
- Életemnek elfogyott a java. Versek; Barnaföldi G. Archívum, Bp., 2021